# Scaphiella cata
Espèce
Scaphiella cata est une espèce d'araignées aranéomorphes de la famille des Oonopidae.

## Distribution
Cette espèce est endémique de l'État d'Aragua au Venezuela,.

## Description
La femelle holotype mesure 1,50 mm.

## Étymologie
Cette espèce est nommée en référence au lieu de sa découverte, Cata.

## Publication originale
- Platnick & Dupérré, 2010 : The goblin spider genus Scaphiella (Araneae, Oonopidae). Bulletin of the American Museum of Natural History, no 332, p. 1-156 (texte intégral).